# Wilfrid Fox Napier
Wilfrid Fox Napier (Swartberg, 8 marzo 1941) è un cardinale e arcivescovo cattolico sudafricano, dal 9 giugno 2021 arcivescovo emerito di Durban.

## Biografia
Wilfrid Fox Napier è nato l'8 marzo 1941 a Swartberg, provincia del Capo Occidentale e diocesi di Kokstad, nella parte meridionale del Sudafrica.

### Ministero sacerdotale
Ventinovenne, ha ricevuto l'ordinazione sacerdotale il 25 luglio 1970 per l'Ordine dei frati minori, presso la Cattedrale di San Patrizio a Kokstad, per imposizione delle mani di John Evangelist McBride, O.F.M., ordinario diocesano.
Il 15 maggio 1978, giorno delle dimissioni per raggiunti limiti d'età del settantacinquenne monsignor McBride, è stato nominato amministratore apostolico di Kokstad; ha ricoperto tale ufficio fino alla promozione all'episcopato.

### Ministero episcopale
Il 29 novembre 1980 papa Giovanni Paolo II lo ha nominato, trentanovenne, vescovo di Kokstad. Ha ricevuto la consacrazione episcopale il 28 febbraio 1981, presso la Cattedrale di Kokstad, per imposizione delle mani di Denis Eugene Hurley, O.M.I., arcivescovo metropolita di Durban, assistito dai co-consacranti Dominic Joseph Chwane Khumalo, O.M.I., vescovo titolare di Capo della Foresta ed ausiliare di Durban, ed Andrew Zolile T. Brook, vescovo di Umtata; ha preso possesso della sua sede durante la stessa cerimonia. Come suo motto episcopale il neo vescovo Napier ha scelto Pax et bonum, che tradotto vuol dire "Pace e bene".
Nel 1987 è stato eletto presidente della Conferenza dei Vescovi Cattolici dell'Africa Meridionale (SACBC), rimanendone a capo fino al 1993. L'anno seguente, nel 1988, è stato eletto presidente dell'Assemblea Interregionale dei Vescovi dell'Africa del Sud (IMBISA), ricoprendo tale incarico fino al 1994.
Il 29 marzo 1992 papa Wojtyła lo ha nominato, cinquantunenne, arcivescovo metropolita di Durban; è succeduto al settantaseienne monsignor Hurley, dimissionario per raggiunti limiti d'età. Il 29 giugno seguente, giorno della solennità dei Santi Pietro e Paolo, si è recato presso la Basilica di San Pietro in Vaticano, dove il Pontefice gli ha imposto il pallio, simbolo di comunione tra la Santa Sede e il metropolita.
Il 1º agosto 1994 è stato nominato amministratore apostolico di Umzimkulu, dopo le dimissioni per motivi di salute del cinquantacinquenne monsignor Gerard Sithunywa Ndlovu; ha ricoperto tale incarico per ben quattordici anni, fino al 31 gennaio 2008, giorno della nomina del nuovo vescovo Stanislaw Jan Dziuba, O.S.P.P.E..
Nel 2000 è stato nuovamente eletto a capo della SACBC, rimanendovi fino al novembre 2003.

### Cardinalato
Il 21 gennaio 2001, prima dell'Angelus, papa Giovanni Paolo II ha annunciato la sua creazione a cardinale nel concistoro del 21 febbraio seguente; è il secondo sudafricano a ricevere la porpora dopo Owen McCann. Durante la cerimonia gli sono stati conferiti la berretta, l'anello cardinalizio ed il titolo presbiterale di San Francesco d'Assisi ad Acilia, istituito nello concistoro. Ha preso possesso della sua chiesa titolare in una celebrazione svoltasi il 20 maggio dello stesso anno alle ore 11:00.
Nel 2003 è stato eletto ancora a capo della IMBISA rimanendovi per un triennio, fino al 2006.
Il 9 febbraio 2021 è stato nominato amministratore apostolico di Eshowe.
L'8 marzo 2021 ha compiuto ottanta anni ed è uscito dal novero dei cardinali elettori.
Il 9 giugno 2021 papa Francesco ha accolto la sua rinuncia al governo pastorale dell'arcidiocesi di Durban per raggiunti limiti d'età.

## Genealogia episcopale e successione apostolica
La genealogia episcopale è:
- Cardinale Scipione Rebiba
- Cardinale Giulio Antonio Santori
- Cardinale Girolamo Bernerio, O.P.
- Arcivescovo Galeazzo Sanvitale
- Cardinale Ludovico Ludovisi
- Cardinale Luigi Caetani
- Cardinale Ulderico Carpegna
- Cardinale Paluzzo Paluzzi Altieri degli Albertoni
- Papa Benedetto XIII
- Papa Benedetto XIV
- Papa Clemente XIII
- Cardinale Marcantonio Colonna
- Cardinale Giacinto Sigismondo Gerdil, B.
- Cardinale Giulio Maria della Somaglia
- Cardinale Carlo Odescalchi, S.I.
- Cardinale Costantino Patrizi Naro
- Cardinale Serafino Vannutelli
- Cardinale Domenico Serafini, Cong.Subl. O.S.B.
- Cardinale Pietro Fumasoni Biondi
- Arcivescovo Martin Lucas, S.V.D.
- Arcivescovo Denis Eugene Hurley, O.M.I.
- Cardinale Wilfrid Fox Napier, O.F.M.

La successione apostolica è:
- Vescovo Michael Vincent Paschal Rowland, O.F.M. (1983)
- Vescovo Fritz Lobinger (1988)
- Arcivescovo William Matthew Slattery, O.F.M. (1994)
- Vescovo Oswald Georg Hirmer (1997)
- Arcivescovo Paul Mandla Khumalo, C.M.M. (2002)
- Arcivescovo Jabulani Adatus Nxumalo, O.M.I. (2002)
- Vescovo Barry Alexander Anthony Wood, O.M.I. (2006)
- Vescovo Thomas Graham Rose (2008)
- Vescovo Stanisław Jan Dziuba, O.S.P.P.E. (2009)